# U-Bahn-Station Handelskai
Handelskai is een metrostation in het district Brigittenau van de Oostenrijkse hoofdstad Wenen. Het station werd geopend op 4 mei 1996 en wordt bediend door lijn U6.
Het station is genoemd naar de kade van de Donau waar het ligt.

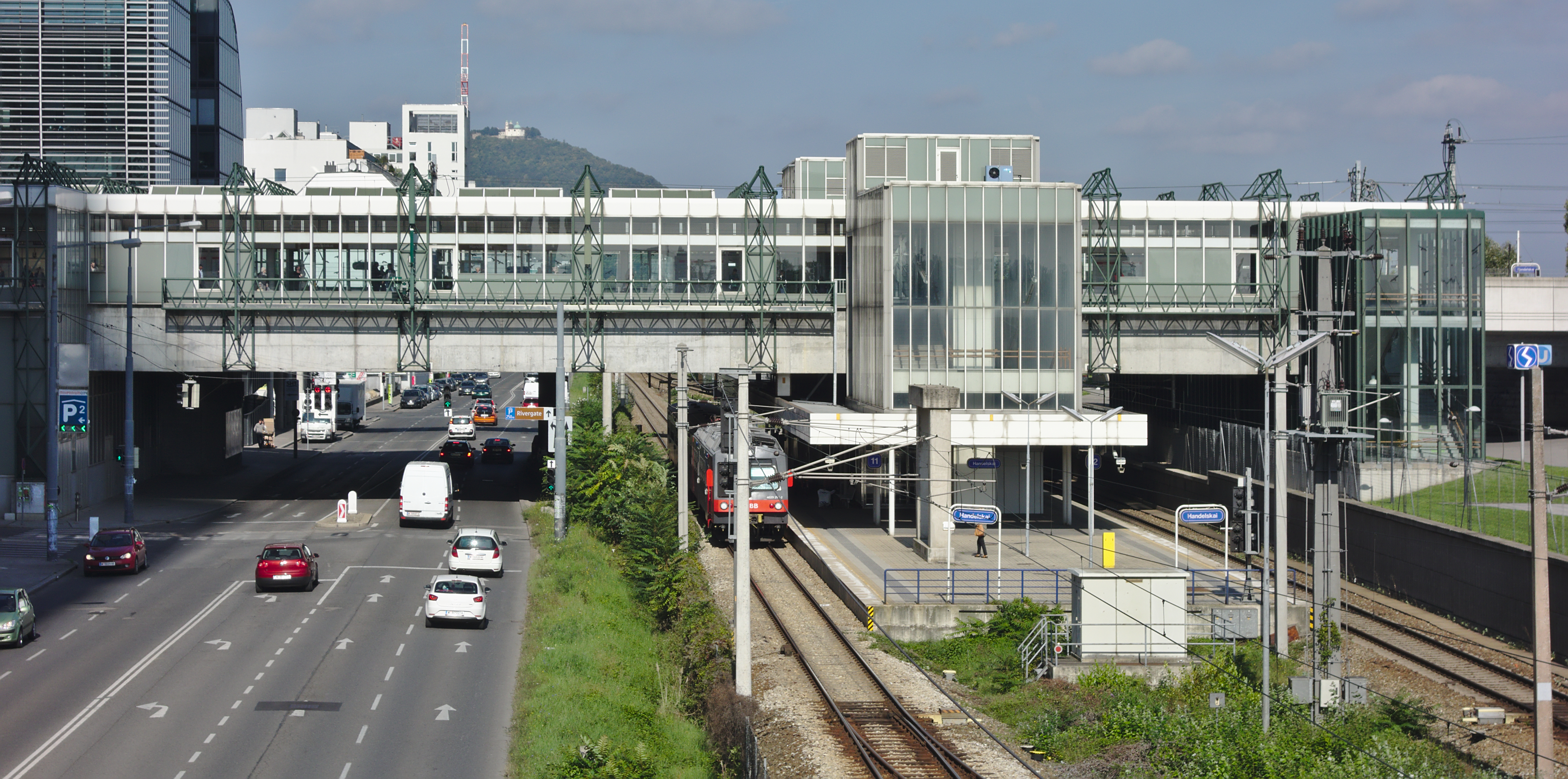
Het station gezien uit het zuiden boven de Handelskai en de S-Bahn.